# Carl Marstrander

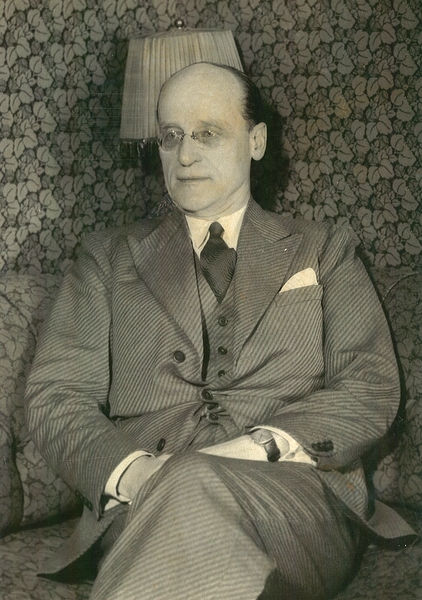
Carl Marstrander.

Carl Johan Sverdrup Marstrander, född 26 november 1883 i Kristiansand, död 23 december 1965 i Oslo, var en norsk lingvist inriktad på keltiska språk.
Marstrander blev student 1902 och reste 1907 med statsstipendium till Irland och anställdes 1908 som stipendiat i jämförande språkvetenskap vid Kristiania universitet. År 1910 utnämndes han till professor i iriska språket och litteraturen vid School of Irish Learning i Dublin. Han var 1913-53 e.o. professor i keltiska språk vid universitetet i Kristiania/Oslo.
Åren 1910-14 var Marstrander medredaktör av tidskriften "Ériu". År 1928 grundlade han Norsk tidsskrift for sprogvidenskap, som han var redaktör för fram till sin död. Han startade Linguistic Survey of Scotland och skrev en rad arbeten både om keltiska och om andra indoeuropeiska språk, bland annat det norska inflytandet på iriska under vikingatiden och om keltiska och norska bosättningar och språk på Isle of Man. År 1919 publicerade han ett arbete om hettitiska, som var en viktig etapp i utforskningen av detta språk. Han gjorde sig även känd genom artiklar om runinskrifter och genom sin teori om runorna och runnamnens ursprung. 